# Blues for Salvador
Blues for Salvador ist ein Studioalbum von Carlos Santana aus dem Jahr 1987. Es gehört zu den Alben, die unter seinem Namen und nicht unter dem Bandnamen Santana erschienen. Carlos Santana widmete das Album seiner damaligen Frau Deborah.

## Das Album
Im Februar 1987 hatte Santana das Album Freedom veröffentlicht. Bis auf die beiden Keyboarder Tom Coster und Gregg Rolie waren alle Musiker der Band Santana auch am Soloalbum Blues for Salvador beteiligt. Die größtenteils instrumentalen Stücke zeigen unterschiedliche Seiten Santanas. Auf dem Album befindet sich eine Hommage an Charles Mingus, das aus einem Soundcheck 1983 entstandene Bailando/Aquatic Park, eine Instrumentalversion des Stückes Deeper, Dig Deeper vom Album Freedom sowie eine alternative Version von Hannibal vom Album Zebop!. Bei den Stücken ’Trane und dem 1985 live aufgenommenen Now That You Know bewegt sich Santana in Hard-Rock-Gefilden und beim Titelstück im Blues seiner Anfangsjahre. Das Lied Bella schrieb er für seine Tochter und als Ausdruck der Bewunderung für die Gitarristen Wes Montgomery, Otis Rush, Buddy Guy, T-Bone Walker und John McLaughlin.

## Rezeption
Blues for Salvador gewann 1989 den Grammy in der Kategorie Beste Darbietung eines Rockinstrumentals.
William Ruhlmann von allmusic hebt neben anderen beeindruckenden Stücken vor allem ’Trane mit Tony Williams am Schlagzeug hervor. Er gab dem Album viereinhalb von fünf möglichen Sternen.
Über das Titelstück schrieb Matthew Greenwald bei allmusic, das Carlos Santana hier zu seinen Blues-Wurzeln zurückkehrt unter Beibehaltung seines Latin-Stils. Des Weiteren sei es eine Verbeugung vor Michael Bloomfield, ein Gitarrist der Santana in dessen Anfangsjahren stark beeinflusst und auf dessen Album The Live Adventures of Mike Bloomfield and Al Kooper von 1969 er mitgespielt hat.

## Titelliste
Seite 1
1. Bailando/Aquatic Park (Santana, Thompson, Vialto) – 5:46
2. Bella (Crew, Santana, Thompson) – 4:31
3. I'm Gone (Crew, Santana, Thompson) – 3:08
4. ’Trane (Santana) – 3:11
5. Deeper, Dig Deeper (Crew, Miles, Santana, Thompson) – 6:09

Seite 2
1. Mingus (Crew, Santana, Thompson) – 1:26
2. Now That You Know (Santana) – 10:29
3. Hannibal (Ligertwood, Pasqua, Rekow) – 4:28
4. Blues for Salvador (Santana, Thompson) – 5:57

## Musiker
Auf allen Stücken mit Ausnahme von ’Trane und Hannibal:
- Chester Thompson, Alphonso Johnson, Graham Lear, Armando Peraza, Raul Rekow, Orestes Vilató, Buddy Miles und zusätzlich bei Now That You Know: Alex Ligertwood, Greg Walker

Bei ’Trane:
- Chris Solberg, Alan Pasqua, David Morgen, Graham Lear, Armando Peraza, Raul Rekow, Orestes Vilató

Bei Hannibal:
- Chester Thompson, Patrick Ahern, Tony Williams, Armando Peraza, Raul Rekow

## Nachweise
1. 1 2 3 4  Anmerkung auf dem LP-Cover
2. 1 2  Blues for Salvador bei AllMusic (englisch)
3. ↑  Grammy-Siegerliste
4. ↑  Blues for Salvador bei AllMusic (englisch)